# Моделювання дискретної швидкості
В області симуляції, моделювання дискретної швидкості (англ. discrete-rate simulation, DRS) моделює поведінку змішаних дискретних і неперервних систем. Ця методика використовується для моделювання лінійних неперервних систем, гібридних систем неперервних і дискретних подій, а також будь-якої іншої системи, яка включає в себе рух або потік матеріалу з одного місця в інше на основі швидкості.

## Області застосування
Промислові райони, де DRS використовується включають в себе: роботу з сипучими матеріалами (наприклад, корисних копалин і руд, порошків, змішаних відходів), гази і рідини, нафту і газопроводи, і виробничі лінії з високою швидкістю/об'ємом в харчовій промисловості, споживчих товарів і фармацевтичної промисловості.

## Порівняно з дискретно-подійним і неперервним моделювання
DRS поєднує в собі дискретно-подійне моделювання (англ. discrete-event simulation, DES) і неперервні змінні, обчисленні в неперервному моделюванні. Він прогнозує і планує події, коли система повинна обчислити нові набори швидкостей і визначає відповідну швидкість потоку для кожної гілки чи потоку.

Порівняння дискретного, неперервного та дискретно-подійного моделювання

DRS схожий на DES в тому, що обидві методології моделі функціонування системи є у вигляді дискретної послідовності у часі. Однак, в той час як DES припускає, що немає ніяких змін в системі між послідовними подіями, в моделі DRS потік продовжує рухатися з постійною швидкістю таким чином, що, наприклад, рівень в резервуарі може змінитися. Ще одна відмінність полягає в тому, що DES моделі в переважній більшості випадків пов'язані зі станом системи дискретних об'єктів, що рухаються через систему, а DRS моделей цікавить стан (кількість і розташування) однорідного потоку. Для систем на основі швидкості, DRS має більшу обчислювальну швидкість і є більш точним при розрахунку масового балансу порівняно з DES.
DRS також схожий на неперервне моделювання в тому, що він імітує однорідний потік. Крім того, обидва методи перераховують швидкості потоку, які є неперервними змінними, щоразу, коли відбувається зміна стану. Однак, DRS відрізняється від неперервного моделювання в тому, що він є подійним. і не моделює кожен квант часу. Моделювання лінійного потоку систем з використанням неперервного моделювання має обмеження, тому що воно, як правило, не виявляє важливі події, такі як коли резервуар стає повним або порожнім, до того часу, поки подія не відбулася, плюс вимагає багато системних перерахунків у ході моделювання.

## Приклад
Навчальною вправою, як будувати моделювання дискретної швидкості є модель наповнення резервуара і спорожнення протягом довгого часу. Резервуар заповнюється при постійній швидкості і порожніє з двома різними швидкостями, одна швидкість поки не буде повний і більша швидкість, поки він не буде порожній. Існує 4 типи подій моделювання: початок моделювання, повний резервуар, порожній резервуар, і кінець моделювання. У кожному випадку модель визначає, яка швидкість спорожнення для використання; між подіями спорожнення швидкість залишається постійною.